# Dominique Gallego
Dominique Anastasia Gallego Williams (née le 5 mars 1990 à Santiago) est une mannequin et commentatrice de spectacles chilienne. Actuellement est commentatrice de l'émission de télévision Alfombra roja de Canal 13.

## Télévision

### Émissions
| Année     | Programme               | Rôle                                       | Télédiffuseur |
| --------- | ----------------------- | ------------------------------------------ | ------------- |
| 2007-2008 | Pelotón II              | Participante (10e. eliminée)               | TVN           |
| 2008      | Intrusos                | Panéliste / Commentatrice                  | La Red        |
| 2008      | SQP                     | Invitée                                    | Chilevisión   |
| 2008-2009 | Primer Plano            | Invitée                                    | Chilevisión   |
| 2009      | Show de Goles           | Mannequin / Invitée                        | Chilevisión   |
| 2010      | Mira quién habla        | Invitée                                    | Mega          |
| 2011      | 40 ó 20                 | Participante - Protagoniste                | Canal 13      |
| 2011      | Téléthon Chili          | Téléphoniste                               | ANATEL        |
| 2012      | Mundos opuestos         | Participante (Demi-finaliste)              | Canal 13      |
| 2012      | Alfombra roja : Spécial | Invitée                                    | Canal 13      |
| 2012      | Bienvenidos             | Invitée                                    | Canal 13      |
| 2012-2014 | Alfombra roja           | Panéliste / Commentatrice de spectacles    | Canal 13      |
| 2012      | Sábado Gigante          | Mannequin                                  | Canal 13      |
| 2012      | Pareja perfecta         | Participante Invitée                       | Canal 13      |
| 2012      | Vértigo                 | Participante invitée (Gagnante du épisode) | Canal 13      |
| 2012      | Téléthon Chili          | Téléphoniste                               | ANATEL        |
| 2014      | Generaciones cruzadas   | Co-animatrice                              | Canal 13      |
| 2016-2017 | Muy buenos días         | Panéliste                                  | TVN           |

### Séries
| Année | Série                              | Rôle/Personnage | Télédiffuseur |
| ----- | ---------------------------------- | --------------- | ------------- |
| 2008  | Teatro en Chilevisión "Playa Luna" | Acuarela        | Chilevisión   |
| 2008  | Mala conducta                      | Paramédico      | Chilevisión   |
| 2013  | Las Vegas                          | Ana Paula Silva | Canal 13      |
| 2014  | Mamá mechona                       | Ignacia Novoa   | Canal 13      |